# Erste Liga (Kasachstan) 2019
Die Erste Liga 2019 war die 25. Spielzeit der zweithöchsten kasachischen Spielklasse im Fußball der Männer. Die Saison begann am 5. April und endete am 3. November.

## Modus
Mit den beiden Neulingen Akademija Ontustik und FK Astana B wurde die Liga auf 14 Mannschaften aufgestockt. Die Mannschaften spielten jeweils zweimal gegeneinander. Der Tabellenerste und -zweite stiegen direkt in die Premjer-Liga auf, während der Drittplatzierte über die Relegation aufsteigen konnte. Der Letzte stieg ab.

## Statistiken

### Abschlusstabelle
| Pl. | Verein                       | Sp. | S  | U  | N  | Tore    | Diff. | Punkte |
| --- | ---------------------------- | --- | -- | -- | -- | ------- | ----- | ------ |
| 1.  | FK Qysyl-Schar SK (A)        | 26  | 17 | 7  | 2  | 058:150 | +43   | 58     |
| 2.  | Kaspij Aqtau                 | 26  | 17 | 5  | 4  | 048:210 | +27   | 56     |
| 3.  | Aqschajyq Oral (A)           | 26  | 16 | 7  | 3  | 045:210 | +24   | 55     |
| 4.  | FK Altai VKO                 | 26  | 16 | 5  | 5  | 043:140 | +29   | 53     |
| 5.  | Schetissu B 1                | 26  | 10 | 12 | 4  | 042:230 | +19   | 42     |
| 6.  | FK Machtaaral                | 26  | 13 | 2  | 11 | 037:340 | +3    | 41     |
| 7.  | FK Qairat-Schastar           | 26  | 11 | 4  | 11 | 049:360 | +13   | 37     |
| 8.  | Baikonur Qysylorda           | 26  | 10 | 7  | 9  | 037:430 | −6    | 37     |
| 9.  | Akademija Ontustik (N)       | 26  | 10 | 3  | 13 | 028:380 | −10   | 33     |
| 10. | FK Qyran Schymkent           | 26  | 7  | 6  | 13 | 045:550 | −10   | 27     |
| 11. | FK Schachtjor-Bolat Temirtau | 26  | 6  | 5  | 15 | 024:470 | −23   | 23     |
| 12. | FK Ekibastus                 | 26  | 6  | 4  | 16 | 022:420 | −20   | 22     |
| 13. | FK Astana B (N) 1            | 26  | 6  | 4  | 16 | 032:600 | −28   | 22     |
| 14. | FK Aqtöbe-Schas 2            | 26  | 0  | 3  | 23 | 011:720 | −61   | −3     |

Platzierungskriterien: 1. Punkte – 2. Tordifferenz – 3. Siege – 4. geschossene Tore – 5. Direkter Vergleich (Punkte, Tordifferenz, geschossene Tore) 
| (A) | Absteiger aus der Premjer-Liga 2018 |
| (N) | Neuaufsteiger                       |

### Relegation
Die beiden Relegationsspiele zwischen dem Zehnten der Premjer-Liga und dem Dritten der 1. Liga wurden am 15. und 18. November 2019 ausgetragen.
| Datum                   |                | Ergebnis |                | Tore |
| ----------------------- | -------------- | -------- | -------------- | --- |
| 15.11.2019 um 10:00 Uhr | Aqschajyq Oral | 0:0      | FK Taras       | |
| 18.11.2019 um 10:00 Uhr | FK Taras       | 3:1      | Aqschajyq Oral | 1:0 Samat Särsenow (9.) 2:0 Absal Taubay (14.) 3:0 Absal Taubay (26.) 3:1 Aleksandar Simčević (28., Eigentor) |
| Gesamt:                 | Aqschajyq Oral | 1:3      | FK Taras       | |

### Torschützenliste
| Pl. | Name                   | Mannschaft         | Tore |
| --- | ---------------------- | ------------------ | ---- |
| 1.  | Ajdos Tattybajew       | Kaspij Aqtau       | 19   |
| 2.  | Maksym Dratschenko     | FK Qysyl-Schar SK  | 13   |
| 3.  | Artur Schuschenatschew | FK Qairat-Schastar | 12   |
| 4.  | Pawel Kriwentschew     | FK Qysyl-Schar SK  | 11   |
| 5.  | Sergei Dudkin          | FK Altai VKO       | 10   |
| 5.  | Alibobo Rachmatallajew | FK Qyran Schymkent | 10   |
| 7.  | Schota Grigalaschwili  | FK Qysyl-Schar SK  | 09   |